# Barral (sculpteur)
Pour les articles homonymes, voir Barral.
Barral est un sculpteur ornemaniste français de la seconde moitié du XIXe siècle, actif à Paris.

## Biographie
Barral a refait, en 1873, plusieurs vases en pierre placés sur les acrotères des balustrades, à l'extérieur de l'église de la Sorbonne, et a collaboré, de 1875 à 1877, aux sculptures ornementales de la mairie du 16e arrondissement de Paris.
Au salon de Bruxelles de 1897, il expose une Baigneuse.